# Abimael Guzmán
Manuel Rubén Abimael Guzmán Reynoso (Mollendo, 3 dicembre 1934 – Callao, 11 settembre 2021) è stato un terrorista peruviano, leader di Sentiero Luminoso, organizzazione guerrigliera peruviana d'ispirazione maoista. Tra gli anni ottanta e novanta, Guzmán fu conosciuto anche con i nomi di battaglia camarada Gonzalo e Presidente Gonzalo.
Sentiero Luminoso nacque alla fine degli anni settanta ed incominciò la lotta armata nei primi anni ottanta. Ricercato per terrorismo e tradimento, Guzmán fu catturato dalla Polizia nazionale peruviana nel 1992, durante il primo mandato del presidente Alberto Fujimori, e condannato all'ergastolo. È stato incarcerato, fino alla sua morte, nella base navale di Callao, vicino alla capitale peruviana, Lima. Sebbene l'attività dei ribelli sia aumentata subito dopo la sua cattura, negli anni successivi Sentiero Luminoso ha diminuito gli attacchi. L'organizzazione è stata criticata per la violenza perpetrata contro contadini, sindacalisti e pubblici ufficiali che avrebbero collaborato con il governo.

## Anni giovanili
Abimael Guzmán Reynoso nacque a Mollendo in Perù, una città portuale della provincia di Islay, nella regione di Arequipa. Figlio illegittimo di un mercante, padre di sei figli da tre donne diverse. La madre di Guzmán, Berenice Reynoso, morì quando aveva solo cinque anni.
Tra il 1939 e 1946 Guzmán visse presso la famiglia materna. Dopo il 1947 andò a vivere con il padre e sua moglie ad Arequipa dove studiò al Collegio De La Salle, una scuola superiore privata cattolica. Divenne studente del dipartimento di Studi Sociali all'Universidad Nacional de San Agustín de Arequipa. Più tardi i suoi compagni di università lo descrissero come un ragazzo timido, disciplinato, ossessivo e ascetico, con marcate tendenze omosessuali. Sempre più attratto dall'ideologia marxista, il suo pensiero politico fu influenzato dal libro Sette saggi sopra l'interpretazione della realtà peruviana di José Carlos Mariátegui, fondatore del Partito comunista peruviano.
Ad Arequipa, Guzmán si laureò in legge e filosofia. La tesi si intitolava La teoria kantiana dello spazio e Lo stato borghese democratico. Nel 1962 Guzmán fu assunto come professore di filosofia dal rettore dell'Università San Cristóbal di Huamanga ad Ayacucho, Efraín Morote Best, antropologo, che più tardi sarà sospettato da alcuni di essere il vero leader intellettuale di Sentiero Luminoso. Incoraggiato da Morote Best, Guzmán studiò la lingua quechua, la lingua parlata dalla popolazione indigena del Perù, e divenne sempre più attivo nei circoli politici di sinistra. Attrasse diversi giovani accademici impegnati come lui a portare la rivoluzione in Perù. Guzmán fu arrestato due volte durante gli anni settanta a causa della sua partecipazione a proteste violente nella città di Arequipa contro i governi dei presidenti Velasco Alvarado e Belaunde Terry. Nel 1965 visitò per la prima volta la Repubblica Popolare Cinese. Dopo essere stato a capo del personale dell'Università di San Cristóbal, Guzmán lasciò l'istituzione a metà degli anni settanta e si diede alla macchia.
Negli anni sessanta il Partito comunista peruviano si divise a causa di conflitti ideologici e personali. Guzmán, che aveva preso una linea pro cinese piuttosto che pro sovietica, emerse come leader del gruppo che verrà conosciuto come Sentiero Luminoso. Guzmán adottò il nome di battaglia Presidente Gonzalo e incominciò a sostenere una rivoluzione dei contadini sul modello di quella guidata da Mao. I seguaci di Guzmán, che coltivò l'anonimato, lo soprannominarono la Quarta spada del Comunismo, dopo Marx, Lenin e Mao.
Nel febbraio 1964 si sposò con Augusta la Torre, che morì in circostanze misteriose nel 1989.
Nell'autunno del 2006, in prigione, Guzmán si propose a Iparraguirre, una dei suoi luogotenenti che scontava l'ergastolo in un'altra prigione. Dopo aver lottato per sposarsi ricorrendo persino allo sciopero della fame, la coppia convolò a nozze nell'agosto 2010.

## Cattura
Nel 1992, durante il primo mandato del presidente Alberto Fujimori, il Direttorato nazionale contro il Terrorismo (DIRCOTE) incominciò a controllare diverse residenze di Lima poiché alcuni agenti sospettavano che venissero utilizzate come nascondigli dai terroristi. Una di quelle residenze, nell'agiato quartiere di Santiago de Surco, ospitava una scuola di danza, veniva tenuta sotto controllo esaminandone periodicamente la spazzatura. La casa era abitata ufficialmente da una sola persona, l'insegnante di danza Maritza Garrido Lecca, ma venne presto notato che la spazzatura era superiore a quella normalmente prodotta da una sola persona. In seguito, furono ritrovati nella spazzatura dei tubetti di una crema per il trattamento della psoriasi, un disturbo di cui Guzmán soffriva. Il 12 settembre 1992 un'unità speciale della DIRCOTE irruppe nella residenza. Al secondo piano della casa, trovarono e arrestarono Guzmán insieme con altre otto persone, inclusa Laura Zambrano e Elena Iparraguirre.
Con la cattura la polizia sequestrò il computer di Guzmán, in cui trovarono un archivio dettagliato dei guerriglieri di Sentiero Luminoso, che nel 1990 contava 23.430 membri con a disposizione 235 revolver e 500 fucili.

## Processo e detenzione
Guzmán fu giudicato da un tribunale militare composto da giudici incappucciati, come previsto dagli articoli 15 e 16 della legge 25475 adottata dal governo Fujimori nel maggio 1992 dopo la crisi costituzionale del 1992. La ratio di questa legge era di proteggere i giudici dalla rappresaglie di Sendero Luminoso. Dopo un processo durato tre giorni Guzmán fu condannato all'ergastolo e incarcerato nella base navale del Callao, al largo della costa di Lima.
Successivamente Guzmán negoziò con un consigliere del presidente, Vladimiro Montesinos, allo scopo di ricevere dei benefici detentivi in cambio della sua pubblica resa a favore il governo nello smantellamento di Sendero Luminoso. Guzmán apparve diverse volte sulle reti nazionali e il 1º ottobre 1993 dichiarò pubblicamente la pace con il governo peruviano.
Questa dichiarazione divise Sendero Luminoso e mise in dubbio il futuro dell'organizzazione. Circa 6.000 guerriglieri dell'organizzazione l'accettarono come segno di sconfitta e si arresero. Altri ritennero che si trattasse di una falsificazione o una dichiarazione indotta dalla pressione del governo peruviano e continuarono la guerra armata.
Anche se ci sono pochi dubbi che Guzmán fu il leader di Sendero Luminoso, nel 2003 oltre 5.000 persone firmarono una petizione per chiedere alla Corte costituzionale peruviana di revocare la condanna di Guzmán e di altre 1.800 persone accusate di terrorismo. La corte accettò la richiesta, dichiarando che i processi militari erano incostituzionali e ordinò nuovi processi di fronte a tribunali civili. I nuovi processi incominciarono nel 2003. Da allora, oltre 400 prigionieri incarcerati per terrorismo sono stati liberati.
Il nuovo processo a Guzmán fu fissato il 5 novembre 2004. In seguito ad alcuni disordini in aula alla presenza della stampa internazionale, il processo venne sospeso e fissata una nuova udienza il 12 novembre successivo. In questa occasione nessun giornalista fu autorizzato a partecipare al processo e due giudici ricusarono sé stessi. La terza udienza si tenne nel settembre 2005. Nessun giornalista fu autorizzato ad assistervi. Il 13 ottobre 2006 Guzmán fu condannato all'ergastolo con l'accusa di terrorismo aggravato e omicidio. Il verdetto, pronunciato da tre giudici, durò oltre sei ore.
Guzmán è stato incarcerato nella prigione di massima sicurezza nella base navale di Callao, città portuale vicino a Lima. Nello stesso carcere sono detenuti Víctor Polay, leader del Movimento Rivoluzionario Tupac Amaru e, ironia della sorte, Vladimiro Montesinos, l'ex capo dei servizi segreti peruviani che supervisionò la costruzione del carcere sotto la presidenza di Fujimori.
Guzmán è morto l'11 settembre 2021, a 86 anni.